# Hartmut E. Lange
Hartmut E. Lange (* 27. September 1950) ist ein deutscher Kameramann.

## Leben
Hartmut E. Lange war ab Anfang der 1980er Jahre als Kameramann fürs Fernsehen tätig. Zu seinen Arbeiten gehören zahlreiche Fernsehfilme und Serien, darunter die Rosamunde-Pilcher-Reihe, Die Rosenheim-Cops, Die Kommissarin, Schlosshotel Orth und Der Bergdoktor. Er war bis 2012 tätig. 

## Filmografie (Auswahl)
- 1982: Rainer Werner Fassbinder: Letzte Arbeiten (Dokumentarfilm)
- 1988: Aufrecht gehen, Rudi Dutschke – Spuren (Dokumentarfilm)
- 1988: Spielergeschichten
- 1989: Der Maler kam aus fremdem Land (Dokumentarfilm)
- 1992: Marienhof (Fernsehserie, 4 Episoden)
- 1994: Das Baby der schwangeren Toten
- 1995: Mit verbundenen Augen
- 1996–1999: Zwei Brüder (Fernsehserie, 4 Episoden)
- 1997: Haus der Vergeltung
- 1998: Tatort: Russisches Roulette
- 1998: Ich schenk dir meinen Mann
- 1999: Eine Liebe auf Mallorca
- 1999: Polizeiruf 110: Sumpf
- 2000: Mutter wider Willen
- 2000: Deutschlandspiel
- 2000: Fast ein Gentleman (Fernsehserie, 1 Episode)
- 2001: Tatort: Tod vor Scharhörn
- 2002: Rosamunde Pilcher: Bis ans Ende der Welt
- 2002: Rosamunde Pilcher: Wenn nur noch Liebe zählt
- 2002: Die Zeit mit Dir
- 2002: Die Rosenheim-Cops (Fernsehserie, 7 Episoden)
- 2003: Rosamunde Pilcher: Paradies der Träume
- 2003: Rosamunde Pilcher: Sternschnuppen im August
- 2003: Polizeiruf 110: Mama kommt bald wieder
- 2004: Rosamunde Pilcher: Tiefe der Gefühle
- 2004: Rosamunde Pilcher: Traum eines Sommers
- 2004: Rosamunde Pilcher: Solange es dich gibt
- 2004: Schlosshotel Orth (Fernsehserie, 8 Episoden)
- 2004: Die Kommissarin (Fernsehserie, 4 Episoden)
- 2005: Rosamunde Pilcher: Der Himmel über Cornwall
- 2005: Rosamunde Pilcher: Über den Wolken
- 2005: Rosamunde Pilcher: Vermächtnis der Liebe
- 2006: Rosamunde Pilcher: Sommer des Erwachens
- 2006: Weißblaue Wintergeschichten – Der Silvesterkracher/Der falsche Hochzeitsgast
- 2007: Der Fürst und das Mädchen (Fernsehserie, 16 Folgen)
- 2007: Rosamunde Pilcher: Sieg der Liebe
- 2007: Rosamunde Pilcher: Der Mann meiner Träume
- 2008–2010: Der Bergdoktor (Fernsehserie, 22 Episoden)
- 2010: Rosamunde Pilcher: Liebe am Horizont
- 2010: Utta Danella – Eine Nonne zum Verlieben
- 2011: Rosamunde Pilcher: Englischer Wein
- 2011: Inga Linström – Die Hochzeit meines Mannes
- 2011: Die göttliche Sophie – Das Findelkind
- 2012: Rosamunde Pilcher: Das Geheimnis der weißen Taube